# Эублефаровые
Эублефаровые (лат. Eublepharidae) — семейство чешуйчатых из инфраотряда Gekkomorpha подотряда гекконообразных, единственное в надсемействе Eublepharoidea.

## Описание
Ночные виды, питаются насекомыми. Длина до 26 см. Тело пестрое, с рядом поперечных тёмных полос. Отличаются от гекконов более примитивными чертами (имеют подвижные веки). Откладывают пару яиц, у части видов пол определяется температурой инкубации.

## Распространение
Америка, Азия, Африка.

## Классификация
В семействе эублефаровых 38 видов, объединяемых в 6 родов:
- Aeluroscalabotes — Кошачьи гекконы[7]: Юго-Восточная Азия
- Coleonyx — Колеониксы, или земляные гекконы, или центральноамериканские земляные гекконы[8]: Америка
- Eublepharis — Эублефары: Азия
- Goniurosaurus — Восточно-азиатские эублефары, или гониурозаурусы: Азия
- Hemitheconyx — Векоподвижные африканские гекконы[9]: Западная Африка
- Holodactylus — Векоподвижные гекконы Бёттгера[9]: Северо-Восточная Африка

Молекулярно-генетический анализ, выполненный Jonniaux & Kumazawa в 2008 году подтвердил морфологические исследования, выполненные Grismer (1988), показавшие, что семейство Eublepharidae должно быть разделено на два подсемейства: Aeluroscalabotinae и Eublepharinae.

## Филогения
```
           o 
Gekkota

           │
           ├─o Eublepharidae
           │ ├─o 
Aeluroscalabotinae

           │ └─o 
Eublepharinae

           │
           └─o 
Gekkonoidea

             │ 
             ├─o 
Pygopodidae

             └─o 
Gekkonidae
```